# أنكه بورشمان
أنكه بورشمان (بالألمانية: Anke Borchmann )لاعبة تجديف ألمانية سابقة، وُلدت في الثالث والعشرين من يوليو لعام 1954 في نويكالن في المانيا الشرقية. فازت أنكه بالأولمبياد وببطولة العالم مرتين.
فازت أنكه في عام 1974 ببطولة ألمانيا الشرقية، حيث حصدت المركز الأول في التجديف الرباعي والمركز الثالث في التجديف الثنائي. أما في بطولة العالم للتجديف لعام 1975 حصدت لقب بطلة العالم في التجديف الرباعي. و في الألعاب الأولمبية الصيفية 1976 في مونتريال فازت بميدالية ذهبية في التجديف الرباعي مع كل من روسفيتا تسوبيلت ويوتا لاو وفيولا بولي ولينا فايجلت، وكذلك فازت مع روسفتا تسوبيلت ببطولة العالم لعام 1977 في التجديف الثنائي.
تم تكريم أنكه في عام 1976 بنيشان الاستحقاق الوطني الفضي لفوزها بالألعاب الأولمبية في مونتريال.
عملت أنكه بعد إنهاء مسيرتها الرياضة في جيش ألمانيا الشرقية.

## الكتب
كانت أنكه ضمن كتاب «المعجم الأكبر لرياضي ألمانيا الشرقية. أكثر 1000 لاعبة ولاعب نجاحًا وشعبيًا من ألمانيا الشرقية، نجاحتهم وسيرتهم الذاتية» للكاتب فولكر كلوجه.
- Volker Kluge: Das große Lexikon der DDR-Sportler. Die 1000 erfolgreichsten und populärsten Sportlerinnen und Sportler aus der DDR, ihre Erfolge und Biographien. Schwarzkopf & Schwarzkopf, Berlin 2000, ISBN 3-89602-348-9.

## وصلات خارجية
- أنكه بورشمان على موقع الاتحاد الدولي للتجديف (الإنجليزية)
- أنكه بورشمان على موقع اللجنة الأولمبية الدولية (الإنجليزية)
- أنكه بورشمان على موقع أوليمبيديا (الإنجليزية)

- إنجازات أنكه بورشمان على موقع Sports-Reference (باللغة الإنجليزية)